# Gnishik Lerrnagagat'
Gnishik Lerrnagagat' är ett berg i Armenien.   Det ligger i provinsen Vajots Dzor, i den södra delen av landet, 90 kilometer sydost om huvudstaden Jerevan. Toppen på Gnishik Lerrnagagat' är 2 280 meter över havet.
Terrängen runt Gnishik Lerrnagagat' är varierad. Närmaste större samhälle är Yeghegnadzor, 15,1 kilometer nordost om Gnishik Lerrnagagat'. 
Trakten runt Gnishik Lerrnagagat' består i huvudsak av gräsmarker. Runt Gnishik Lerrnagagat' är det ganska glesbefolkat, med 28 invånare per kvadratkilometer.